# وارتئوان گریگوریان
وارتئوان فابریتوسکو گریگوریان (ارمنی: Վարդևան Ֆաբրիցուսկու Գրիգորյան؛ زادهٔ ۱۲ ژوئیهٔ ۱۹۵۳) یک سیاستمدار اهل ارمنستان است که از تاریخ ۲۰۱۷ تا تاریخ ۲۰۲۱ سمت نمایندگی دوره مجلس ملی جمهوری ارمنستان را برعهده داشت. وی پیشتر از تاریخ ۱۹۹۰ تا تاریخ ۱۹۹۵ سمت نمایندگی دوره اول شورای عالی جمهوری ارمنستان و از تاریخ ۱۹۹۹ تا تاریخ ۲۰۰۳ سمت نمایندگی دوره دوم مجلس ملی جمهوری ارمنستان را نیز برعهده داشت.

## زندگی‌نامه
در ۱۲ ژوئیهٔ ۱۹۵۳ در لنیناکان به دنیا آمد . وی همچنین برنده آموزگار شایسته جمهوری ارمنستان شده‌است.

## یادداشت
1. ↑   https://hy.wikipedia.org/wiki/ՀՀ_ԳԽ_1-ին_գումարման_պատգամավորների_ցանկ